# Dům na náměstí Republiky čp. 93
Dům na náměstí Republiky čp. 93 (též náměstí Republiky 6  nebo Pražská 2) je bohatě zdobený novobarokní nárožní dům ve východní frontě domů na náměstí Republiky v Plzni, při ústí Pražské ulice.

## Historie
Na této parcele stál dům, který před rokem 1693 vyhořel a byl znovu vybudován. Jednalo se o stavbu se šesti okny směrem do náměstí a dvěma barokními štíty, u ostatních částí domu byla zachována renesanční podoba.
Současná podoba domu vznikla v roce 1908, kdy plzeňský stavitel František Kotek vytvořil pro nárožní parcelu nový návrh v novobarokním stylu. Budova byla při této příležitosti propojena se sousedním domem čp. 94.

## Majitelé
Vlastníky domu byli:
- knihtiskař Hans Pek – dům vlastnil v letech 1521–38
- kramář Pavel Lev – dům získal v roce 1538
- kramáři Reginovcové
- kramář Jan Volf
- kramář Kuncl
- kramáři Scriboniusové, kteří vlastnili na přelomu 16. a 17. století mimo jiné také dům na náměstí čp. 12
- soukeník a kupec Mikuláš Mirobell – dům získal v roce 1635
- Jan Lepert
- Josef Klotz – dům získal v roce 1799
- rodina Scholzů

## Architektura
Třípatrový dům zaujme především bohatou štukovou výzdobou fasády a arkýři. V průčelí do náměstí je akrýř umístěn uprostřed, probíhá přes první a druhé patro a je završen balkónem s kuželkovým zábradlím. Obdobný arkýř je uprostřed průčelí do Pražské ulice. Na zkoseném nároží pak probíhá arkýř přes tři patra a je završen krytým balkónem. Fasády pater jsou členěny pilastry s jónskými hlavicemi, první patro je zdobeno pásováním. Nad okny druhého patra jsou střídavě umístěny trojúhelné římsy, zalamované římsy nebo segmentové římsy se štukovými kartušemi. Nejbohatěji je pak zdobena suprafenestra okna v prvním patře nárožního arkýře. Průčelí do náměstí je završeno atikou s velmi zdobným štítem a trojdílným oknem, nároží pak je ve střeše ukončeno vykrajovaným štítem, po jehož stranách byly plastiky andílků – ty se bohužel nedochovaly. Přízemí je upraveno novodobým obkladem a v nároží je průchozí.